# Tëkes
Tëkes är ett härad som lyder under den autonoma prefekturen Ili i Xinjiang-regionen i nordvästra Kina. Det ligger omkring 450 kilometer väster om regionhuvudstaden Ürümqi. 